# انفصال (اسم)
اِنْفِصَال هو اسم علم مؤنث من أصل عربي، ومعناه هو المفارقة.